# Шапрашты (Акбулакский сельский округ)
Шапрашты (каз. Шапырашты) — упразднённое село в Сайрамском районе Туркестанской области Казахстана. В 2014 году включено в состав города Шымкент и исключено из учетных данных. Входило в состав Акбулакского сельского округа. Код КАТО — 515233300.

## Население
В 1999 году население села составляло 967 человек (487 мужчин и 480 женщин). По данным переписи 2009 года, в селе проживало 1129 человек (555 мужчин и 574 женщины).